# А тепер суди...
«А тепер суди…» — радянський художній фільм 1966 року, знятий на Кіностудії ім. О. Довженка.

## Сюжет
Фільм знятий за п'єсою Олександра Корнійчука «Сторінки щоденника». Трагічно склалася доля Іларіона Грози. Почувши історію Іларіона, письменник Іскра знищує рукопис п'єси: життя виявляється набагато складніше його уявлень про нього.

## У ролях
- Петро Глєбов — Іларіон Гроза
- Ірина Вавилова — Юля
- Георгій Жжонов — Аркадій Іскра
- Борис Ліванов — Богутовський
- Нінель Мишкова — Сашенька
- Геннадій Карнович-Валуа — Леонід
- Геннадій Юхтін — Макар

## Знімальна група
- Режисер — Володимир Довгань
- Сценарист — Олександр Корнійчук
- Оператор — Микола Топчій
- Композитор — Олександр Білаш
- Художники — Вульф Агранов, Олег Степаненко